# Charles Sorum
Carl Thorbjørn "Charles" Sorum o Sørum (Oslo, 11 marzo 1867 – Brooklyn, 18 agosto 1935) è stato un ginnasta e multiplista statunitense.

## Carriera
Sorum partecipò ai Giochi olimpici di Saint Louis 1904 nelle gare di triathlon e ginnastica. Giunse sesto nel concorso a squadre, trentasettesimo nel concorso generale individuale, settantaduesimo nel triathlon e trentunesimo nel concorso a tre eventi.